# Robocop Versus The Terminator
Robocop Versus the Terminator är ett TV-spel utgivet till flera olika maskiner, och baserat på Robocop och Terminator, och löst baserat på serietidningen med samma namn.
Spelet släpptes ursprungligen till Sega Mega Drive, och programmerades då av Virgin Games USA med hjälp av David Perry.

### Fotnoter
1. ↑  ”Robocop Versus the Terminator” (på svenska). Super Power (Solna) (4 1994). juli 1994. Läst 25 april 2014.